# Підгорне (Юринський район)
Підго́рне (рос. Подгорное, марій. Подгорное) — присілок у складі Юринського району Марій Ел, Росія. Входить до складу Мар'їнського сільського поселення.

## Населення
Населення — 51 особа (2010; 48 у 2002).
Національний склад (станом на 2002 рік):
- росіяни — 96 %